# Bauhinia gilva
Bauhinia gilva là một loài thực vật có hoa trong họ Đậu. Loài này được (Bailey) Govaerts miêu tả khoa học đầu tiên năm 1996.